# Транскриптомні технології
Транскрипто́мні техноло́гії (англ. transcriptomics technologies) — методи, розроблені для вивчення транскриптома (тобто сукупності всіх РНК-транскриптів) організму. До складу транскриптома входять всі транскрипти, які були присутні в клітці на момент виділення РНК. Досліджуючи транскриптом, можна встановити, які клітинні процеси були активні в той чи інший момент часу.
Перші спроби вивчення транскриптома були зроблені на початку 1990-х років. Завдяки розвитку нових технологій в кінці 1990-х транскриптоміка стала важливою біологічною наукою. На даний момент в транскриптоміці є два основних методи: мікрочипи, що дозволяють виявити наявність і кількість певних транскриптів, і секвенування РНК (РНК-Seq), в якому використовуються методи секвенування нового покоління для отримання послідовностей всіх транскриптів. З поліпшенням методик кількість даних, одержуваних в ході одного транскриптомного експерименту, збільшувалася. У зв'язку з цим методи аналізу даних також удосконалювалися, щоб забезпечити точний і ефективний аналіз зростаючого обсягу даних. Транскриптомні бази даних постійно зростають і стають усе більш корисними дослідникам. Це пов'язано з тим, що правильна інтерпретація даних, отриманих в ході транскриптомного експерименту, практично неможлива без опори на попередні дослідження.
Вимірювання рівня експресії певних генів в клітинах різних тканин і при різних умовах або ж в різні моменти часу дає інформацію про регуляторні механізми, пов'язані з експресією генів. За допомогою цих даних можуть бути визначені функції раніше не анотованих генів. Аналіз транскріптомів дозволяє виявити відмінності в експресії певних генів у різних організмів, що може бути особливо корисно для розуміння молекулярних основ захворювань людини.